# ビッグ・グレイマン
ビッグ・グレイマン（Big Greyman）は、スコットランド地方の山に出没すると言われる謎の存在。未確認動物（UMA）の一種であるとも、霊的な存在とも言われている。

## 概要
イギリス北部、スコットランドにあるベン・マクドゥーイ山に棲んでいるとされ、同山に登頂した人々の証言から広まった。ゲール語で
フィア・リアス・モール（Am Fear Liath Mòr）とも呼ばれる。
体長は人間の二倍から三倍程で、全身を毛に覆われた姿をしているという。そこからはイエティやビッグフットのような獣人型の未確認生物を思い起こされるが、登山者の証言の多くは背後から足音や声のようなものを聞いたという間接的な内容が殆どで、目撃者の話も巨大な人影を見たという極めておぼろ気で曖昧なものが多数派となっている。
そのため研究者の間では何らかの生物が山に生息しているというよりは、古代の人々が崇拝していた精霊や土地神のようなアニミズム的な存在か、人々の自然に対する畏怖心や信仰心が土地に焼き付いた所謂残留思念のような超常現象の一種と捉える向きが強い。